# Крофорд, Чандра
Ча́ндра Кро́форд (англ. Chandra Crawford; род. 19 ноября 1983, Канмор, Альберта) — канадская лыжница, олимпийская чемпионка 2006 года в личном спринте. Специализируется в спринтерских гонках.

## Биография
В Кубке мира Крофорд дебютировала в 2005 году, в январе 2008 года одержала первую победу на этапе Кубка мира. Всего на сегодняшний момент имеет 2 победы на этапах Кубка мира, обе в личном спринте. Лучшим достижением Крофорд в общем итоговом зачёте Кубка мира является 23-е место в сезоне 2007/08.
На Олимпиаде-2006 в Турине, выиграла золото в спринте, кроме того стала 60-й в скиатлоне на 15 км.
На Олимпиаде-2010 в Ванкувере, стартовала в двух гонках: спринт - 26-е место, эстафета - 16-е место.
За свою карьеру принимала участие в трёх чемпионатах мира, но медалей на них не выигрывала, лучший результат — 14-е место в эстафете на чемпионате 2011 года.
Использует лыжи производства фирмы Fischer.

## Семья
Младшая сестра спортсменки Розанна Крофорд - член сборной Канады по биатлону.